# Manuel Ribeiro Telles Bastos
Manuel Maria Ribeiro Telles Bastos (Lisboa, 15 de março de 1986) é um cavaleiro tauromáquico português.
Filho de uma filha de David Ribeiro Telles, recebeu desde cedo, na Torrinha, os ensinamentos da arte de tourear a cavalo. Apresentou-se ao público na Praça de Toiros de Coruche em 1992. Fez prova de praticante na vila de Cabeção, em setembro de 2002. Recebeu a alternativa de cavaleiro tauromáquico na Monumental do Campo Pequeno, em 7 de setembro de 2006, sendo padrinho David Ribeiro Telles e testemunhas os seus tios João e António Palha Ribeiro Telles, bem como o primo João Ribeiro Telles Júnior.